# Tatra 158

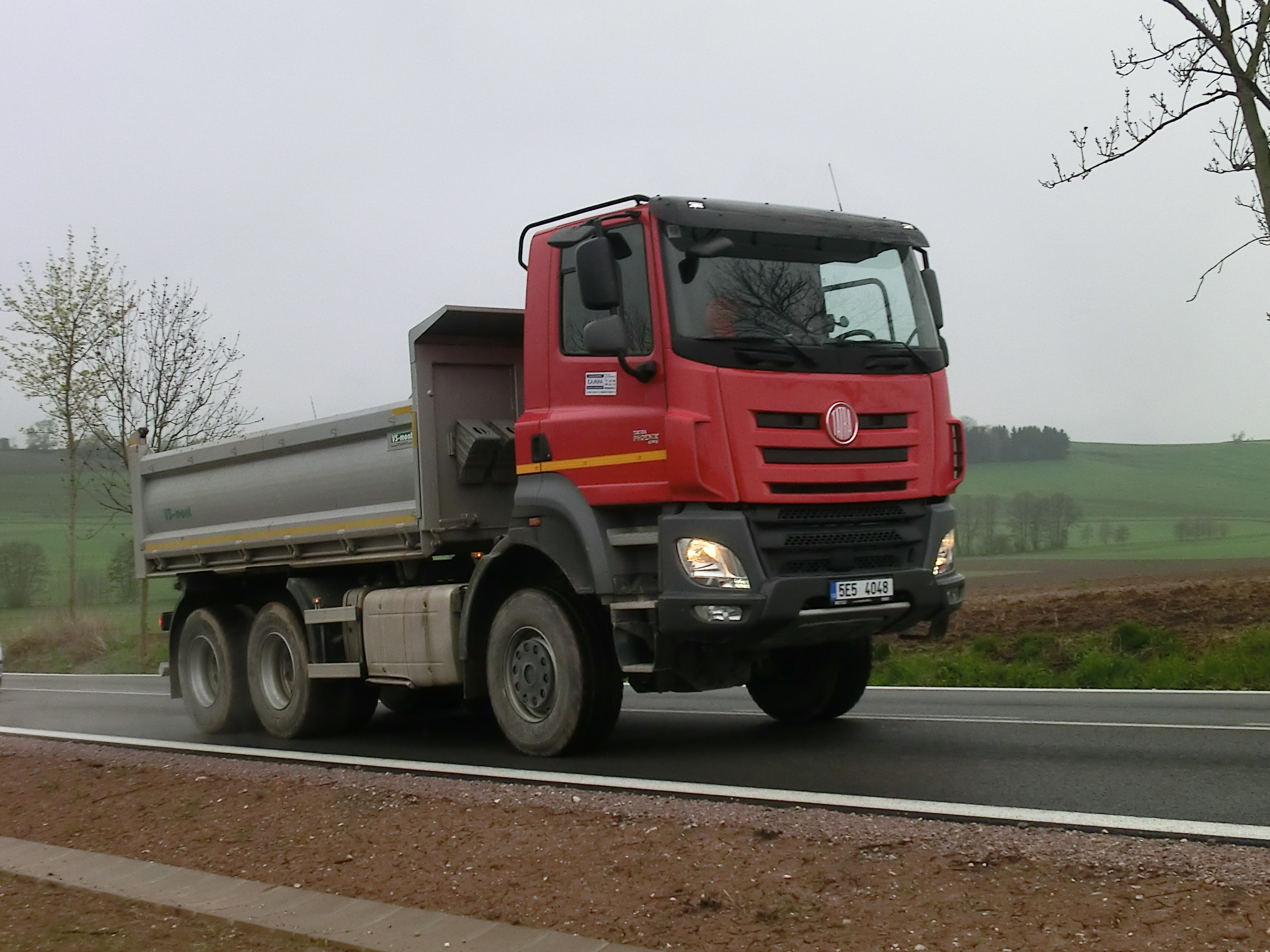
Самоскид Tatra 158 Phoenix (2015-2018)

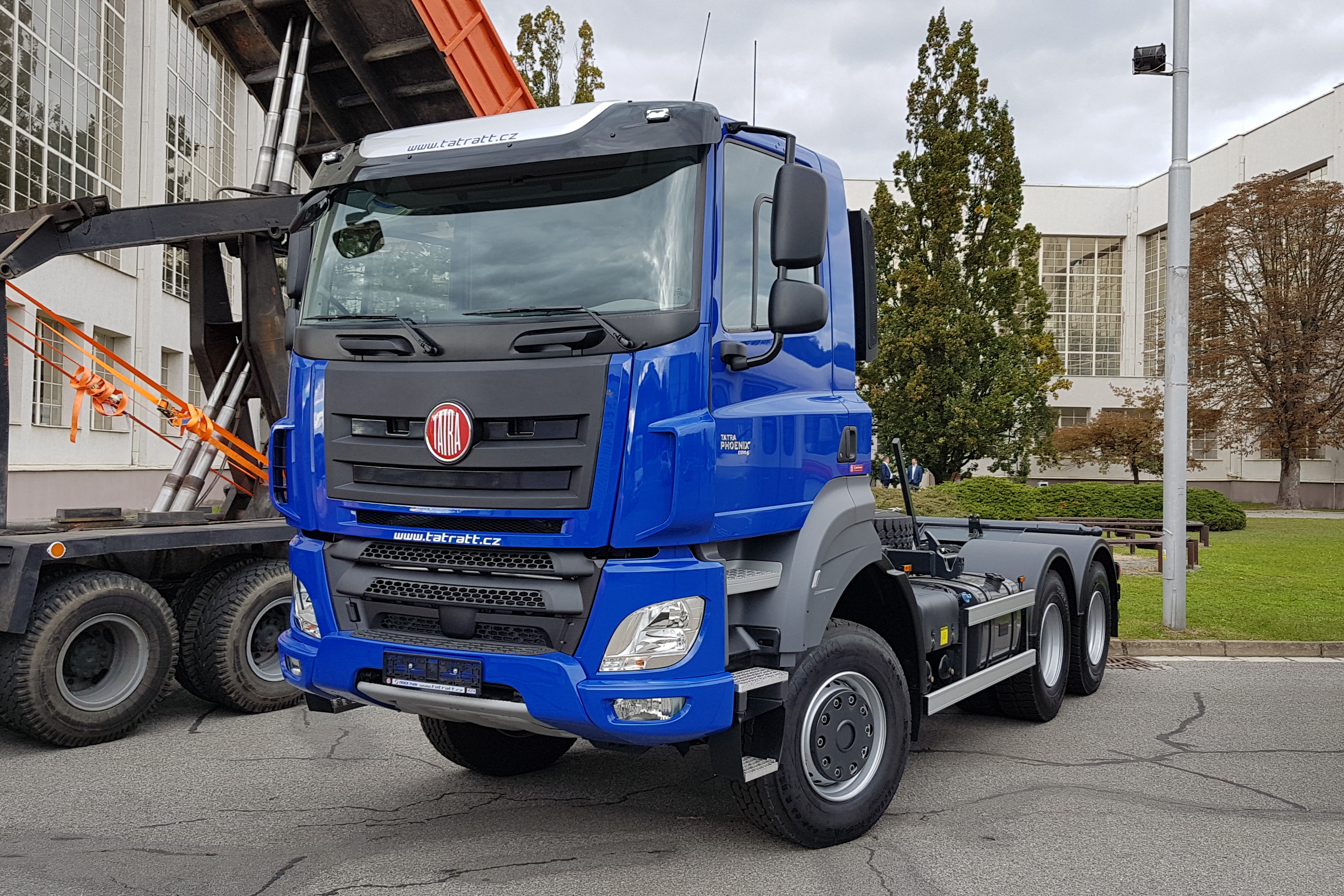
Tatra 158 Phoenix (2018-2024)

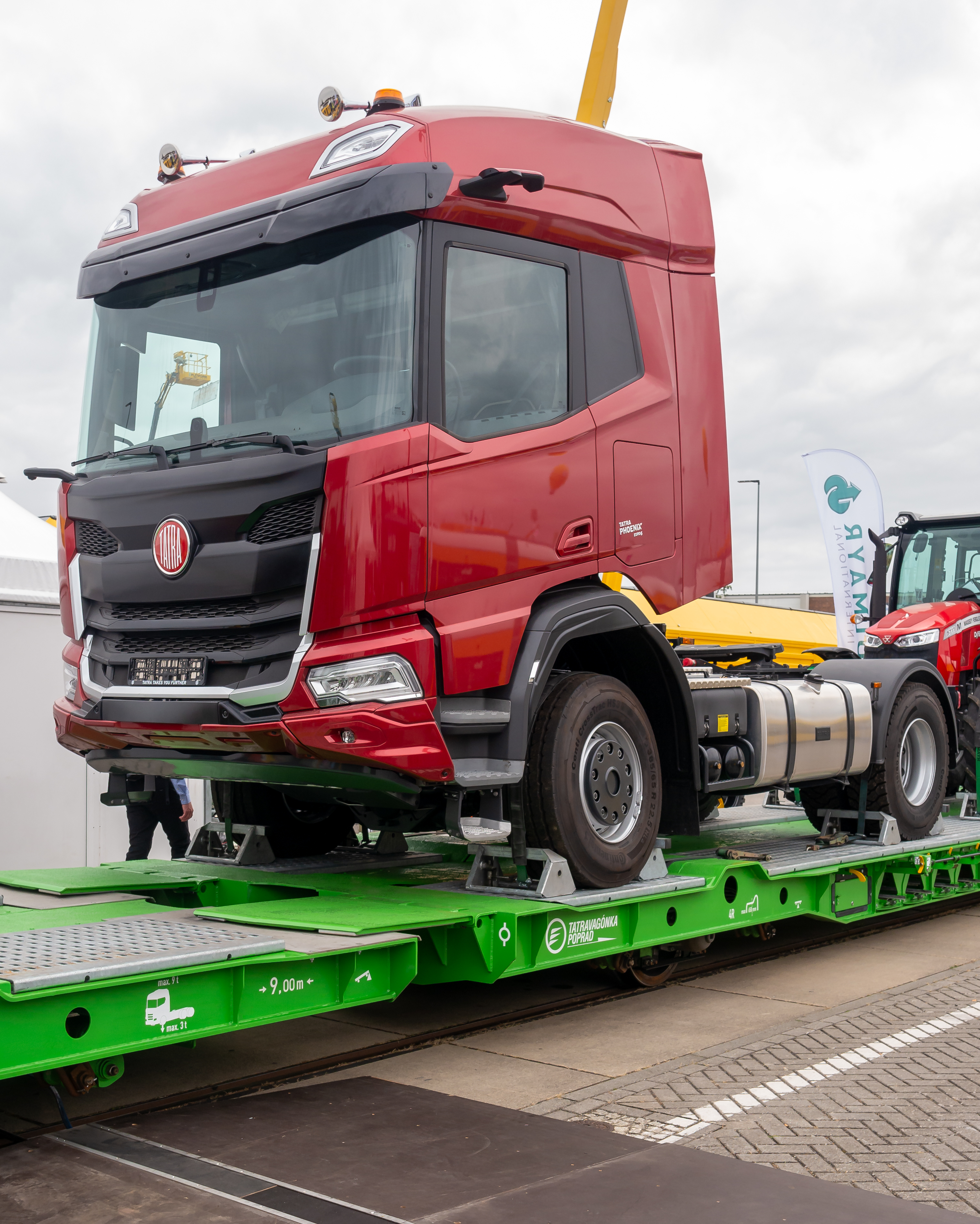
Tatra Phoenix (з 2024)

Tatra 158 Phoenix — серія вантажних автомобілів в основному для цивільних цілей, розроблений у співпраці чеського автовиробника Tatra з голландським DAF (з 1996 року входить в Групу компонентів PACCAR). Чеський автовиробник, таким чином, отримав більше можливостей для продажів на розвинених ринках через дилерську мережу DAF.
Ще одна причина для цього співробітництва є обмежена здатність Tatra, яка не в змозі забезпечити розвиток автомобільних компонентів на найвищому рівні. Тому було прийнято рішення продовжувати зосередити увагу на основних пріоритетних транспортних засобів, шасі, а також скоротити витрати на розробку і виробничі витрати компанії купуючи компоненти в інших виробників. Компанія DAF таким чином розширила свою пропозицію на ринку вантажівок. Як і попередня модель Tatra 815 вантажівка має жорстку хребтову раму з кронштейнами для кріплення вузлів, агрегатів і кузовів, незалежну підвіску всіх коліс з хитними півосями, привід на всі колеса з можливістю відключення переднього моста.
Автомобілі Tatra Phoenix укомплектовані кабіною від DAF CF і пропонуються в версії 4×4, 6×6, 8×8 або 8×6, рідше 10×10, 10×8 і 10×6 (п'ята вісь керована). 
В 2015 році модель 158 Phoenix модернізована, отримавши нову кабіну та нові двигуни.

## Двигуни
Євро-3 - Євро-5
- PACCAR MX-265 - 265 кВт (360 к.с.), крутний момент 1775  Нм, Євро-3 - Євро-5
- PACCAR MX-300 - 300 кВт (408 к.с.), крутний момент 2000 Нм, Євро-3 - Євро-5
- PACCAR MX-340 - 340 кВт (462 к.с.), крутний момент 2300 Нм, Євро-3 - Євро-5
- PACCAR MX-375 - 375 кВт (510 к.с.), крутний момент 2500 Нм, Євро-5

Євро-6
- PACCAR MX-11-271 - 271 кВт (369 к.с.), крутний момент 1600 Нм, Євро-6
- PACCAR MX-11-291 - 291 кВт (396 к.с.), крутний момент 1900 Нм, Євро-6
- PACCAR MX-11-320 - 320 кВт (435 к.с.), крутний момент 2100 Нм, Євро-6
- PACCAR MX-13-303 - 303 кВт (412 к.с.), крутний момент 2000 Нм, Євро-6
- PACCAR MX-13-340 - 340 кВт (462 к.с.), крутний момент 2300 Нм, Євро-6
- PACCAR MX-13-375 - 375 кВт (510 к.с.), крутний момент 2500 Нм, Євро-6